# Messias no judaísmo

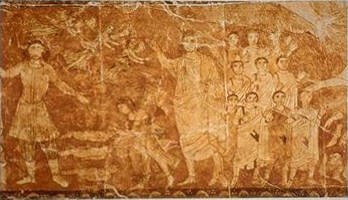
Visão de Ezequiel: A Ressurreição dos Mortos (antes de 257 dC), interior da sinagoga de Dura Europo, Síria.

O Messias no judaísmo (em hebraico:  מָשִׁיחַ, romanizado māšīaḥ) é uma figura salvadora e libertadora na escatologia judaica, que se acredita ser o futuro redentor dos judeus. O conceito de messianismo originou-se no judaísmo e, na Bíblia Hebraica, um messias é um rei ou Sumo sacerdote de Israel, tradicionalmente ungido com óleo consagrado. No entanto, os messias não eram exclusivamente judeus, já que a Bíblia Hebraica se refere a Ciro, o Grande, imperador aquemênida, como um messias por seu decreto de reconstrução do Templo de Jerusalém.
Na escatologia judaica, o Messias é um futuro rei judeu da linhagem davídica, de quem se espera que seja ungido com o óleo sagrado da unção e governe o povo judeu durante a Era Messiânica e o mundo vindouro. O Messias é frequentemente referido como "Rei Messias" (em hebraico:  מלך משיח, romanizado melekh mashiach, ou malka meshiḥa em aramaico).
O messianismo judaico deu origem ao cristianismo, que começou como uma seita ou movimento religioso judaico messiânico do período do Segundo Templo.

## Etimologia
Na escatologia judaica, o termo mashiach, ou "Messias", refere-se especificamente a um futuro rei judeu da linhagem davídica, de quem se espera que salve a nação judaica, e será ungido com óleo sagrado da unção e governará o povo judeu durante a Era Messiânica. O Messias é frequentemente referido como "Rei Messias", ou, em hebraico, מלך משיח (melekh mashiach), e, em aramaico, malka meshiḥa. Num sentido generalizado, messias tem "a conotação de um salvador ou redentor que apareceria no fim dos dias e inauguraria o reino de Deus, a restauração de Israel, ou qualquer dispensação que fosse considerada o estado ideal do mundo".
O messianismo "denota um movimento, ou um sistema de crenças e ideias, centrado na expectativa do advento de um messias". As visões ortodoxas sustentam que o Messias será descendente, através do seu pai, da linhagem do Rei Davi, e reunirá os judeus de volta à Terra de Israel, inaugurando uma era de paz, construirá o Terceiro Templo, reinstituirá o Sinédrio, e assim por diante. A palavra mashiach, entretanto, raramente é usada na literatura judaica no período que vai do século I aC ao século I dC.
A tradição judaica do período tardio, ou inicial pós-Segundo Templo, alude a dois redentores, um que sofre e o outro que cumpre o papel messiânico tradicional, a saber, Mashiach ben Yosef e Mashiach ben David. Em geral, o termo "Messias" sem qualificação, refere-se ao "Mashiach ben David" (Messias, filho de Davi).
A crença no futuro advento do Messias foi registrada pela primeira vez no Talmude, e mais tarde codificada na halachá por Maimônides na Mishné Torá, como um dos requisitos fundamentais da fé judaica, sobre a qual está escrito: "Qualquer um que não acredite nele, ou que não espere pela sua chegada, não apenas negou os outros profetas, mas também negou a Torá e Moisés, nosso rabino".

## Origens e história

### Escatologia judaica pré-exílio (séculos VIII-VI aC)
As raízes da escatologia judaica podem ser encontradas nos profetas pré-exílio, incluindo Isaías e Jeremias, e nos profetas exilados Ezequiel e Dêutero-Isaías. Os principais fundamentos da escatologia judaica são os seguintes, em nenhuma ordem particular, elaborados nos livros de Isaías, Jeremias e Ezequiel:
- Fim do mundo (antes de tudo como se segue);
- Deus redime o povo judeu do cativeiro iniciado durante o exílio babilônico, num novo Êxodo;
- Deus devolve o povo judeu à Terra de Israel;
- Deus restaura a Casa de Davi e o Templo em Jerusalém;
- Deus cria um regente da Casa de David (ou seja, o Messias judeu) para liderar o povo judeu e o mundo e inaugurar uma era de justiça e paz;
- Todas as nações reconhecem que o Deus de Israel é o único Deus verdadeiro;
- Deus ressuscita os mortos;
- Deus cria um novo céu e uma nova terra.

### Período do Segundo Templo (516 aC-70 dC)
No início do período do Segundo Templo, as esperanças de um futuro melhor são descritas nas escrituras judaicas. Após o retorno do exílio babilônico, o rei persa Ciro, o Grande, foi chamado de "messias" em Isaías, devido ao seu papel no retorno dos exilados judeus.
Uma série de ideias messiânicas se desenvolveram durante o período posterior do Segundo Templo, variando desde expectativas políticas deste mundo até expectativas apocalípticas de um fim dos tempos em que os mortos seriam ressuscitados e o Reino dos Céus seria estabelecido na terra. O Messias pode ser um "Filho de Davi" real ou um "Filho do Homem" mais celestial, mas "o messianismo tornou-se cada vez mais escatológico, e a escatologia foi decisivamente influenciada pelo apocalipticismo", enquanto "as expectativas messiânicas tornaram-se cada vez mais focadas na figura de um salvador individual". De acordo com Zwi Werblowsky, "o Messias não simbolizava mais a chegada de uma nova era, mas de alguma forma deveria realizá-la". O "ungido do Senhor" tornou-se assim o "salvador e redentor" e o foco de "expectativas e doutrinas mais intensas". Ideias messiânicas desenvolvidas tanto por novas interpretações (pesher, midrash) das escrituras judaicas, mas também por revelações visionárias.

#### Messias no apocalipticismo
Pontos de vista religiosos sobre se as passagens da Bíblia hebraica se referem a um Messias, podem variar entre os estudiosos do antigo Israel, observando seu significado nos contextos originais, e entre os estudiosos rabínicos. A leitura dos atestados messiânicos em passagens de Isaías, Jeremias e Ezequiel é anacrônica, porque o messianismo se desenvolveu posteriormente a esses textos. De acordo com James C. VanderKam, não existem textos judaicos anteriores ao século II aC que mencionem um líder messiânico, embora alguns termos apontem nesta direção, e algumas expressões, como o servo sofredor de Isaías, tenham sido posteriormente interpretados como tal.
De acordo com Zwi Werblowsky, o regime brutal do rei helenístico grego selêucida Antíoco IV (r. 175–163 aC) levou a expectativas messiânicas renovadas, conforme refletido no Livro de Daniel. Seu governo terminou com a Revolta dos macabeus (167-160 aC) e a instalação da dinastia asmoneia (167-37 aC). Os macabeus governaram a Judeia de forma semi-independente do Império Selêucida de 167 a 110 aC, de forma totalmente independente de 110 a 63 aC e como estado cliente romano de 63 a 37 aC, quando Herodes, o Grande, chegou ao poder. Com o fim da dinastia asmoneia, a crença num líder messiânico desenvolveu-se ainda mais. Segundo James C. VanderKam, o gênero apocalíptico mostra uma atitude negativa em relação às potências estrangeiras que governavam a Judeia, mas a rejeição dessas potências não foi a única causa do desenvolvimento do gênero apocalíptico.
De acordo com VanderKam, "a grande maioria dos textos do Segundo Templo não faz referência a um líder messiânico do fim dos tempos". O Apocalipse Animal (c. 160 aC) é o primeiro a fazê-lo, mas depois desse tempo, apenas alguns apocalipses, e alguns textos que não são apocalipses, mas contêm ensinamentos apocalípticos ou escatológicos, referem-se a um líder messiânico. Segundo VanderKam, a falta de alusões messiânicas pode ser explicada pelo fato da Judeia ter sido governada durante séculos por potências estrangeiras, muitas vezes sem grandes problemas, ou por uma postura negativa dos judeus em relação a essas potências gentias.
No primeiro milênio aC, nos textos de Qumran, nos Salmos de Salomão e nas Similitudes de Enoque, "tanto os governantes estrangeiros quanto os nativos são castigados e as esperanças são colocadas em um (ou vários) Messias que acabará com a atual era maligna de injustiça. Após a Primeira Guerra Judaico-Romana (66-70 dC), textos como II Baruque e IV Esdras refletem o desespero da época. As imagens e o status do messias nos vários textos são bastante diferentes, mas os messias apocalípticos são apenas um pouco mais exaltados do que os líderes retratados nos textos não apocalípticos.
Charleswoth observa que conceitos messiânicos são encontrados nas pseudepígrafes do Antigo Testamento, que incluem um grande número de apocalipses.

##### Livro de Daniel
O Livro de Daniel (meados do século II aC) foi citado e referenciado por judeus e cristãos no século I dC como prevendo o iminente fim dos tempos. Os conceitos de imortalidade e ressurreição, com recompensas para os justos e punição para os ímpios, têm raízes muito mais profundas do que Daniel, mas a primeira declaração clara é encontrada no capítulo final desse livro: "muitos dos que dormem no pó da terra despertarão, alguns para a vida eterna, outros para a vergonha e o desprezo eternos". Sem esta crença, o cristianismo, no qual a ressurreição de Jesus desempenha um papel central, poderia ter desaparecido, tal como os movimentos que seguiram outras figuras judaicas carismáticas do século I.

##### I Enoque
O Primeiro Livro de Enoque (I Enoque, séculos III-I AEC) é uma antiga obra religiosa apocalíptica judaica, atribuída pela tradição a Enoque, o bisavô de Noé. Enoque contém uma exposição profética do reinado milenar do Messias. Estima-se que as seções mais antigas do texto (principalmente no Livro dos Vigilantes) datam de cerca de 300 AEC, enquanto a parte mais recente (Livro das Parábolas) provavelmente data do século I AEC.
I Enoque é o primeiro texto que contém a ideia de um Messias celestial preexistente, chamado de "Filho do Homem". I Enoque, e também IV Esdras, transformam a expectativa de um Messias real de Daniel 7 em "um messias celestial exaltado, cujo papel seria executar o julgamento e inaugurar uma nova era de paz e alegria". Ele é descrito como um ser angelical, que "foi escolhido e escondido com Deus antes da criação do mundo e permanecerá em Sua presença para sempre". Ele é a personificação da justiça e da Sabedoria, sentado num trono no Céu, que será revelado ao mundo no fim dos tempos, quando julgará todos os seres.
Alguns estudiosos afirmam que I Enoque foi influente na moldagem das doutrinas do Novo Testamento sobre o Messias, o Filho do Homem, o reino messiânico, a demonologia cristã, a ressurreição e a escatologia cristã.

##### Títulos messiânicos dos Manuscritos do Mar Morto
VanderKam observa ainda que uma variedade de títulos são usados para o(s) Messias, nos Manuscritos do Mar Morto:
- Messias - o Documento de Damasco, a Regra da Congregação, o Comentário sobre Gênesis, 4Q521 (Apocalipse messiânico), e possivelmente 4Q246 ("Texto do Filho de Deus")Creio com plena fé na vinda do Messias. E mesmo que ele demore, com tudo isso, aguardo sua chegada a cada dia.
- Justo
- O escolhido
- Filho do Homem
- Filho (de Deus)
- Servo de Deus
- Príncipe da Congregação
- Ramo de David
- Intérprete da Lei
- (Sumo) Sacerdote

##### Alusões messiânicas
As alusões messiânicas a algumas figuras incluem a Menahem ben Hezekiah, de quem é dito tradicionalmente ter nascido no mesmo dia em que o Segundo Templo foi destruído.

#### Jesus

##### Cristianismo judaico
O cristianismo começou como uma seita judaica messiânica. A maioria dos ensinamentos de Jesus eram inteligíveis e aceitáveis em termos do judaísmo do Segundo Templo; o que diferenciava os seguidores de Jesus dos outros judeus era a sua fé em Jesus como o messias ressuscitado. Embora o judaísmo antigo reconhecesse vários messias, sendo os dois mais relevantes ben Yosef e ben David, o cristianismo reconhece apenas um Messias final. De acordo com Larry Hurtado, "a postura cristológica e devocional que Paulo afirmou (e compartilhou com outros no início do movimento de Jesus) não foi um afastamento ou uma transcendência de um messianismo judaico supostamente monocromático, mas, em vez disso, uma expressão distinta dentro de um corpo variado de esperanças messiânicas judaicas".

##### Rejeição de Jesus como o Messias
Segundo Maimônides, Jesus foi o mais influente e, consequentemente, o mais prejudicial de todos os falsos messias. No entanto, uma vez que a crença judaica tradicional é de que o messias ainda não chegou e a Era Messiânica ainda não está presente, a rejeição total de Jesus como messias ou divindade nunca foi uma questão central para o judaísmo.
O judaísmo nunca aceitou nenhum dos alegados cumprimentos da profecia que o cristianismo atribui a Jesus. O judaísmo proíbe a adoração de uma pessoa, pois a encara como uma forma de idolatria, visto que a crença central do judaísmo é a absoluta unidade e singularidade de Deus. A escatologia judaica sustenta que a vinda do messias estará associada a uma série específica de eventos que ainda não ocorreram, incluindo o retorno dos judeus à sua terra natal e a reconstrução do Templo, uma Era Messiânica de paz e compreensão, durante a qual "o conhecimento de Deus encherá a terra". E como os judeus acreditam que nenhum desses eventos ocorreu durante a vida de Jesus (nem ocorreram depois), ele não é o messias para eles.
As visões tradicionais de Jesus têm sido em sua maioria negativas (ver Toledot Yeshu, um relato que retrata Jesus como um impostor), embora na Idade Média, Yehuda Halevi e Maimônides tenham visto Jesus como uma importante figura preparatória para um futuro monoteísmo ético universal da Era Messiânica. Alguns pensadores judeus modernos, começando no século XVIII com o ortodoxo Jacob Emden e o reformador Moisés Mendelssohn, argumentaram com simpatia que o Jesus histórico pode ter estado mais próximo do judaísmo do que os Evangelhos ou os relatos judaicos tradicionais poderiam indicar.

## Visões pós-Templo e medievais

### Talmude
Na época próxima à vinda de mashiach, a ousadia aumentará, e os preços vão disparar. A vinha dará seu fruto (Zacarias 8:12) mas o vinho será caro, o governo se entregará à heresia e não haverá ninguém para dar repreensão sobre isso. A casa de reunião dos sábios será usada para devassidão, a Galileia será destruída, a região de Gabalena será abandonada e os homens da fronteira perambularão de cidade em cidade (buscando caridade) mas não serão providos. (Sotah 49)
O Talmude discute extensivamente a vinda do Messias (Sanhedrin 98a–99a, et al.) e descreve um período de liberdade e paz, que será o tempo da bondade suprema para os judeus. O Tratado de San'hedrin contém uma longa discussão dos eventos que levam à vinda do Messias. O Talmude conta muitas histórias sobre o Messias, algumas das quais representam rabinos talmúdicos famosos recebendo visitas pessoais do Profeta Elias e do Messias.

### Midrash
Existem inúmeras referências ao Messias na literatura midráshica, onde muitas vezes elas expandem o significado dos versículos bíblicos. Uma dessas referências é encontrada no Midrash Hagadol (sobre Gênesis 36:39), onde Abba bar Kahana diz: "O que significa 'Naquele dia a raiz de Jessé, que está posta por estandarte dos povos, a ele recorrerão as nações, e o lugar do seu repouso será glorioso.' (Isaías 11:10)? Isso significa que quando a bandeira do rei ungido for levantada, todos os mastros dos navios pertencentes às nações do mundo serão quebrados, enquanto todos os cabos (adriça, bicha e escotas) serão cortados, enquanto todos os navios serão quebrados em pedaços, e nenhum deles permanecerá, exceto a bandeira do filho de Davi, como diz: 'que está posta por estandarte dos povos'. Da mesma forma, quando a bandeira do filho de Davi for levantada, todas as línguas pertencentes às nações serão inúteis, e seus costumes serão tornados nulos e inválidos. As nações, naquele momento, aprenderão com o Messias, como diz: 'a ele recorrerão as nações' (ibid.); 'e o lugar do seu repouso será glorioso', significando que ele lhes dá satisfação e tranquilidade, e eles habitam em paz e sossego".

### Maimônides
O influente filósofo judeu Maimônides discutiu o Messias em seu Mishné Torá, um compêndio de 14 volumes da lei judaica, na seção Hilkhot Melakhim Umilchamoteihem, capítulos 11 e 12. De acordo com Maimônides, Jesus de Nazaré não é o Messias, como é alegado pelos cristãos.
Maimônides, citando uma referência no Talmude (Sanhedrin 91b), diz: "Não há diferença entre este mundo e os dias do Messias, exceto apenas a subjugação de reinos".

### Inquisição Espanhola
Após a expulsão dos judeus da Espanha em 1492, muitos rabinos espanhóis, como Abraham ben Eliezer Halevi acreditavam que o ano de 1524 seria o início da Era Messiânica e que o próprio Messias apareceria em 1530-1531.

## Visões judaicas contemporâneas

### Judaísmo ortodoxo
O judaísmo ortodoxo mantém os 13 princípios da fé conforme formulados por Maimônides em sua introdução ao capítulo Helek da Mishné Torá. Cada princípio começa com as palavras Ani Maamin ("eu creio"). O número 12 é o princípio fundamental relacionado ao Mashiach. Os judeus ortodoxos acreditam estritamente em um Messias, vida após a morte e restauração da Terra Prometida:

Creio com plena fé na vinda de Mashiach. Mesmo que demore, esperarei por sua vinda a cada dia.

### Judaísmo hassídico
Os judeus hassídicos tendem a ter uma crença particularmente forte e apaixonada na imediatez da vinda do Messias e na capacidade de suas ações em apressar sua chegada. Por causa da suposta piedade, sabedoria e habilidades de liderança dos Mestres Hassídicos, os membros das comunidades hassídicas às vezes são inclinados a considerar seus rebes dinásticos como candidatos potenciais ao Messias. Muitos judeus (veja a explicação de Bartenura sobre Megillat Rut, e a responsa Halakhic do Ch'sam Sofer sobre Choshen Mishpat [vol. 6], Capítulo 98, onde essa visão é explícita), especialmente os hassídicos, aderem à crença de que há uma pessoa nascida a cada geração com o potencial de se tornar o Messias, se o povo judeu justificar sua vinda; esse candidato é conhecido como Tsadik Ha-Dor, que significa Tsadik da Geração. No entanto, é menos provável que nomeiem um candidato.

### Messianismo Chabad
O rabino Menachem Mendel Schneerson, o último rebe de Chabad Lubavitch, declarou frequentemente que o Messias está muito próximo, pedindo a todos que orem por sua vinda e façam todo o possível para apressar a sua chegada por meio de atos crescentes de gentileza. A partir do final da década de 1960, o rebe convocou seus seguidores a se envolverem em atividades de extensão com o propósito de trazer a Era Messiânica Judaica, o que levou à controvérsia em torno das crenças messiânicas de Chabad. Alguns Chabad Hasidim, chamados mashichistas, "ainda não aceitaram a morte do Rebe" e mesmo após sua morte o consideram o (vivente) 'Rei Messias' e 'Moisés da geração', aguardando sua segunda vinda.
A "questão Chabad-Messiânica", referente a um Messias morto, recebeu respostas opostas de uma perspectiva haláchica por parte de muitas autoridades ortodoxas proeminentes, incluindo líderes das instituições lituanas não hassídicas asquenazes (Litvak), da yeshivá de Ponevezh em Bnei Brak, Israel, e recebeu veemente oposição, principalmente da Yeshivas Chofetz Chaim (RSA) em Nova Iorque, e do Conselho Rabínico da América.

### Judaísmo conservador
Emet Ve-Emunah, a declaração de princípios do movimento conservador, afirma o seguinte:
| “ | Como ninguém pode dizer com certeza o que acontecerá "nos dias vindouros", cada um de nós é livre para criar visões especulativas pessoais... Embora alguns de nós aceitem essas especulações como literalmente verdadeiras, muitos de nós as entendemos como metáforas elaboradas... Para a comunidade mundial, sonhamos com uma era em que a guerra será abolida, quando a justiça e a compaixão serão os axiomas dos relacionamentos interpessoais e internacionais e quando, nas palavras de Isaías (11:9) "... a terra se encherá do conhecimento do Senhor, assim como as águas cobrem o mar". Para o nosso povo, sonhamos com a reunião de todos os judeus em Sião, onde podemos novamente ser mestres do nosso destino e expressar nosso gênio distintivo em todas as áreas da nossa vida nacional... Afirmamos a profecia de Isaías (2:3) de que "... a Torá sairá de Sião, a palavra do Senhor de Jerusalém. ... Não sabemos quando o Messias virá, nem se ele será uma figura humana carismática ou um símbolo da redenção da humanidade dos males do mundo. Por meio da doutrina de uma figura messiânica, o judaísmo nos ensina que cada ser humano individual deve viver como se ele ou ela, individualmente, tivesse a responsabilidade de trazer a era messiânica. Além disso, ecoamos as palavras de Maimônides com base no profeta Habacuque (2:3) de que, embora ele possa demorar, ainda assim o esperamos a cada dia. | ” |

### Judaísmo reformista e reconstrucionista
O judaísmo reformista e o judaísmo reconstrucionista geralmente não aceitam a ideia de que haverá um Messias. Alguns acreditam que pode haver algum tipo de Era Messiânica (o Mundo Vindouro) no sentido de uma utopia, pela qual todos os judeus são obrigados a trabalhar (daí a tradição do Tikun Olam). Em 1999, a Conferência Central de Rabinos Americanos, o corpo oficial de rabinos reformistas estadunidenses, escreveu A Statement of Principles for Reform Judaism ("Uma Declaração de Princípios para o Judaísmo Reformista"), com o objetivo de descrever e definir o estado espiritual do judaísmo reformista moderno.

### Judaísmo caraíta
O judaísmo caraíta mantém os 10 princípios de crença caraíta de Elijah Bashyazi e Caleb Afendopolo, com o décimo sendo sobre o Messias:
Deus não despreza aqueles que vivem no exílio; pelo contrário. Ele deseja purificá-los por meio de seus sofrimentos e eles podem esperar por sua ajuda todos os dias e pela redenção por Ele por meio do Messias da semente de Davi.

## Cálculo da aparição
De acordo com o Talmude, o Midrash e o Zohar, o "prazo final" pelo qual o Messias deve aparecer é de 6000 anos a partir da criação (aproximadamente o ano 2240 no calendário gregoriano, embora os cálculos variem). Elaborando sobre esse tema estão estudiosos judeus antigos e tardios, incluindo Ramban, Isaac Abravanel, Abraão ibne Esdras, Bahya ibn Paquda, o Vilna Gaon, Menachem Mendel Schneerson, o Moshe Chaim Luzzatto, Aryeh Kaplan e Rebbetzin Esther Jungreis.

## Leituras adicionais
- BAILÃO, Marcos Paulo (maio–agosto de 2008). «A decadência do rei e a ascensão de messias - 1 Samuel 13-2 Samuel 5». Petrópolis. Revista de Interpretação Bíblica Latino-Americana (RIBLA) (60): 71-80
- CARVALHO, José Ornelas (2000). «Origem e evolução do messianismo em Israel» (PDF). Lisboa: Didaskalia. 30 (1): 29-51. Consultado em 7 de dezembro de 2024
- COHN, Norman (1996). Cosmos, caos e o mundo que virá: as origens das crenças no apocalipse. São Paulo: Companhia das Letras
- FARIA, Jacir de Freitas (abril–junho de 2003). «O poder do Rei Messias no Império Romano». Petrópolis. Estudos Bíblicos (78): 64-82
- FERREIRA, Joel Antônio (2015). «O messias/rei Jesus e os messias camponeses de seu tempo». Goiânia. Caminhos. 13 (2): 336-352. Consultado em 7 de dezembro de 2024
- RÖMER, Thomas (2010). «Roi et messie: idéologie royale et invention du messianisme dans le judaïsme ancient» (PDF). Religions & Histoire (em francês) (35): 30-35. Consultado em 7 de dezembro de 2024
- ROOKE, Deborah W. (2005). «Realeza como sacerdócio: o relacionamento entre o sumo sacerdócio e a monarquia». In:  DAY, John (Org.). Rei e Messias em Israel e no Antigo Oriente Próximo. São Paulo: Paulinas. pp. 195–216
- SANTOS, Carlos Antonio dos (2015). «Fronteiras entre messianismo judaico antigo e cristianismo primitivo» (PDF). Revista Jesus Histórico. 8 (14): 68-87. Consultado em 7 de dezembro de 2024
- SOUZA, Rodrigo F. de (2009). «O desenvolvimento histórico do messianismo no judaísmo antigo: diversidade e coerência» (PDF). Revista USP (82): 8-15. Consultado em 7 de dezembro de 2024